# Lűd nyelv
A lűd az uráli nyelvcsaládba, azon belül a balti finn nyelvek közé tartozó nyelv vagy nyelvjárás.  Egyesek önálló nyelvként beszélnek róla, mások viszont a vepszéhez közel álló karjalai dialektusnak tekintik. Földrajzilag is e két nép között élnek, Petrozavodszk körüli falvakban. Gyakran a lűdök is, mind kultúrájukban, mind nyelvükben, a vepszék és a karélok keverékének tartják magukat, azonban ásatásokon talált leletek is bebizonyították hogy több ezer éve különálló népcsoportot alkotnak.
Közel 10 000 ember vallja magát lűdnek, akik az Oroszországban lévő Karéliában élnek. Közülük mindössze 3000-en beszélik anyanyelvükként a lűdöt, és ők is mindannyian kétnyelvűek.

## Történetük
Az első forrás amiben találkozunk ezzel a néppel, az Ahmad ibn Fadlán beszámolója a 921-922-ben tett útjáról, a Volga vidéken amelyben "luud-aana" néven említi a lűdöket. A középkori orosz források is gyakran említik őket людины / ljudiny néven, mint a karélokba asszimilálódott népcsoportot, valamint még korábbi feljegyzések Novgorod egyik városrészét Людин / Людинов azaz Ljudinként / Ljudinovként említi.
A nép, illetve a nyelv megnevezése valószínűleg az orosz люди (ljudi) emberek, férfiak, szolgák jelentésű szóból származik.

## Nyelvjárásai
A lűd nyelvnek három nagyobb nyelvjárása ismert, amelyek a szomszédos nyelvek hatására alakultak ki. A dialektusok közötti eltérések nem nagyok, hiszen az ezekre befolyással lévő nyelvek beszélői is kölcsönösen értik egymást.
- északi lűd (Kondopoga), karél hatás
- középső lűd (Prjazsa), olonyeci karél hatás
- mihajlovszkojei lűd (Mihajlovszkoje), vepsze hatás

A Prjazsa környéki középső lűd dialektus a kihalás szélén áll.

## A lűd nyelv használata napjainkban
A finn lűd társaság és a karjalai Trias ifjúsági szervezet közösen hozott létre egy újságot 2008-ban, amelyben lűdül és oroszul publikálnak.